# Kostel Jména Panny Marie (Lomec)
.Kostel Jména Panny Marie na Lomci je barokní kostel na vrchu Lomec,který je poutním místem na území obce Libějovice v okrese Strakonice v Jihočeském kraji. Kostel je kulturní památkou České republiky.

### Historie stavby
U založení kostela stál šlechtický rod Buquoyů. Hrabě Karel Filip Buquoy si s sebou z valonského poutního místa Foy přivezl do Čech rodinnou památku, věrnou kopii proslavené sošky Panny Marie Foyenské. Hrabě byl o této sošce přesvědčen, že jej v roce 1685 uchránila před utonutím při plavbě z Říma do Španělska. Tehdy slíbil Bohu a Panně Marii, že pokud bude zachráněn, postaví na svém panství v Čechách kostel na důkaz své vděčnosti a do něj sošku umístí. Po návratu z plavby stačil hrabě na svém panství vyhledat vhodný zalesněný vrch pro stavbu kostela a měl v plánu vybudovat kolem něj park, ale zemřel před a stavby se proto ujal jeho syn, hrabě Emanuel Buquoy.
Zdejší vrcholně barokní kostel je postaven podle vzoru „španělských kaplí“. Základní kámen položil hrabě Filip Emanuel Buquoy roku 1692. Vlastní stavba byla zahájena až o dva roky později a zakrátko byla opět přerušena. Důvodem bylo založení kostela bez církevního povolení. Tím se stavba zpozdila o čtyři roky. Hrabě získal povolení až roku 1699 a mohlo se pokračovat ve stavbě. Roku 1704 byla stavba vysvěcena a kostel byl zasvěcen Jménu Panny Marie. Roku 1720 byla na severní straně kostela přistavěna sakristie, v roce 1735 se přistavěla rokoková kazatelna s figurálními reliéfy, schody na kazatelnu a také kůr.
Polírem stavby byl J. Hablesreuter a po něm M. Tischler z Rožmberka. Autorem tesařských prací byl M. Pichler z Frymburku, kameníkem J. Plánský z Českého Krumlova. Nedochovaly se však stavební plány a dodnes není známá osobnost architekta. Donedávna byly práce připisovány J. Santinimu Aichlovi, ale dnešní odborníci se domnívají, že architektem mohl být sám hrabě Emanuel Buquoy (což dokládá pamětní listina objevená ve věži) .

### Exteriér kostela
Hrabě dal vystavět nevelkou centrální kapli na kruhovém půdorysu proťatém čtvercem, se stejně tvarovanou předsíní. Stěny jsou konkávně vypuklé, vně jsou v pravoúhlých nárožích  vložené pilastry. Kaple je zaklenuta kopulí, do které jsou vykrojeny lunety nad okny a výseče nad kouty. Cibulovitá věž kostela je čtyřlaločná a mezi laloky má vložené čtyři malé věžičky, také s báněmi a lucernami. Hlavní věž má na vrcholu lucerny španělský kříž. Věž svatyně je vysoká 31 metrů. Ze čtyř stran se nacházejí vchody s kamennými portály, zakončenými trojbokým tympanonem.

### Interiér kostela
Interiér je vybaven dřevěnými oltáři a obrazy v pozlacených rámech, čtrnácti obrazy Křížové cesty a dalšími uměleckými díly. Dominantou je původní monumentální oltář. Byl vyřezán na objednávku hraběte Buquoye a je zmenšenou napodobeninou Berniniho papežského oltáře z baziliky sv. Petra v Římě. Jde o tzv: baldachýnový typ, u kterého je svatostánek zavěšený nad oltářním stolem a chybí oltářní retábl. Baldachýn je nesen čtyřmi mohutnými tordovanými sloupy s patkami zdobenými korunami, dříky mají ovinuté haluzemi vinné révy s hrozny (symboly eucharistie) a s korintskými hlavicemi. V horní části je zavěšen svatostánek v podobě lucerny, při svěcení chrámu v něm stála soška Panny Marie. Dolní část slouží k uchování Nejsvětější Svátosti. Hlavní oltář byl hotov za jeden rok a pozlacen po pěti letech. Jeho autorem je řezbář Jan Wauscher z Lince. Umístěním do středu chrámu i podobou jde o unikátní oltář, který se kromě Lomce nachází jen v chrámě sv. Petra v Římě a ve španělském městě Vittoria. Kazatelna je rokoková, zdobená řezanými figurálními reliéfy, na votivním obrázku z roku 1722 je vymalována legenda o založení kostela.

## Klášter
Nedaleko kostela je situován bývalý lovecký zámek. Tento zámek dal vystavět Albert Buquoy, bratr hraběte Emanuela, v letech 1709–1710. Zámek je postaven jako dvoupatrová budova s vysokým odstupněným štítem, sevřeným volutovými křídly; později byl rozšířen o budovu školy. Ve štítu je vymalován buquoyský erb nesený dvěma gryfy-štítonoši. Později se z původního zámku stala fara. Díky iniciativě českobudějovického biskupa Josefa Hloucha se v budově roku 1971 usídlila Kongregace Šedých sester III. řádu sv. Františka, ta zde působí dodnes.

## Zvonice
Nedaleko kláštera stojí věž zvonice se třemi zvony. První zvon pochází ze Svaté Hory z roku 1661, po válečných rekvizicích se zde žádné původní zvony nezachovaly. Dva další zvony z Německa byl nově odlity a posvěceny roku 1974.

## Duchovní dějiny
Kostel měl stálého kněze již od roku 1709. Roku 1725 vznikl nový řád poustevníků – ivanité, nesoucí jméno po ctihodném Ivanovi poustevníkovi. Ve 40. letech 18. století se usadili také na Lomci, sídlili zde do doby panování Josefa II. Za jeho vlády roku 1782 byl řád poustevníků ivanitů zrušen a došlo k násilnému omezení lomeckých poutí. Roku 1786 byla při kostele zřízena lokálie. Jejím vznikem se Lomec odtrhl od Chelčic a zčásti se osamostatnil. Roku 1801 koupil libějovický zámek knížecí rod Schwarzenberků. Roku 1827 byla vystavěna výklenková kaple. Roku 1859 byla zdejší lokálie povýšena biskupem Jirsíkem na farnost. Prvním farářem byl P. Václav Peške. V roce 1923 vstoupila v platnost pozemková reforma, kvůli které Schwarzenberkové ztratili Lomec i zámek v Libějovicích, tím pro Lomec skončilo období, kdy jeho majitelem byla šlechta.

## Poutní život na Lomci
Od roku 1709, s příchodem stálého kněze, se zde konají pravidelné mše. Největší událostí byla hlavní mše, která se koná dodnes v neděli 8. září nebo v neděli následující po svátku Narození Panny Marie. Lomec je znám především díky svým prvním mariánským sobotám, počátek těchto poutí se datuje rokem 1988. Od roku 1989 se zde konají každou první sobotu v měsíci poutě. Některé soboty mají i své specifické zaměření: Tříkrálová – v lednu, Hromičná – v únoru, Dušičková pouť – v listopadu, Adventní pouť – v prosinci.
Od roku 1992 se zde konají tzv. Fatimské dny, každý třináctý den v měsíci, v den výročí prvního zjevení Panny Marie ve Fatimě.

## Osobnosti
Lomec byl velmi lákavým a oblíbeným místem pro libějovickou vrchnost, kostel navštěvovali například Adolf Josef ze Schwarzenbergu s manželkou Idou nebo spisovatel Julius Zeyer, který přicházel vždy během svého pobytu ve Vodňanech. Místo jej inspirovalo k povídce Mariánská zahrada, napsané ve Vodňanech. Cesta, kterou sem přicházel, od té doby nese název Zeyerova stezka.

## Fotogalerie

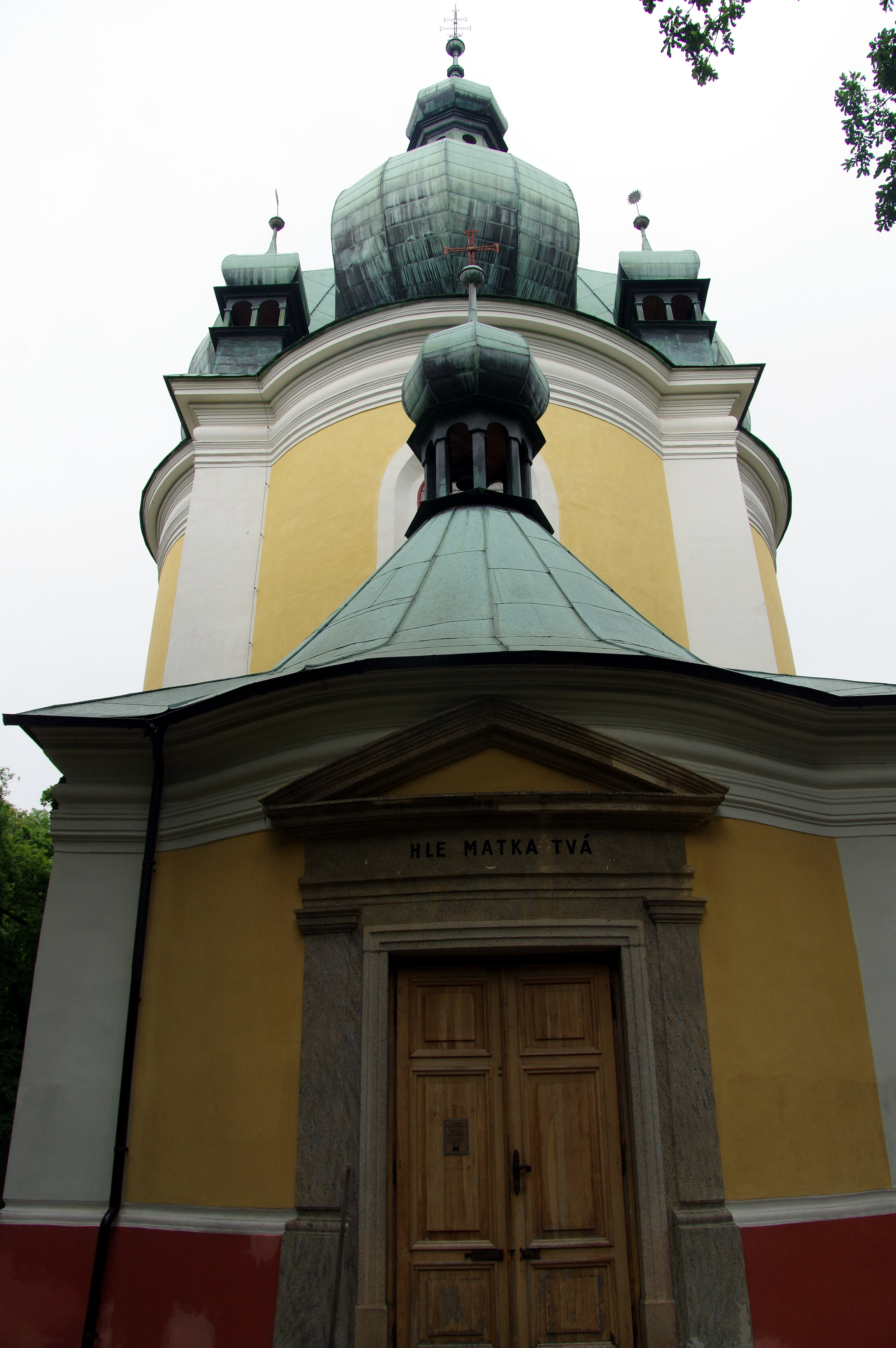
Vchod do kostela
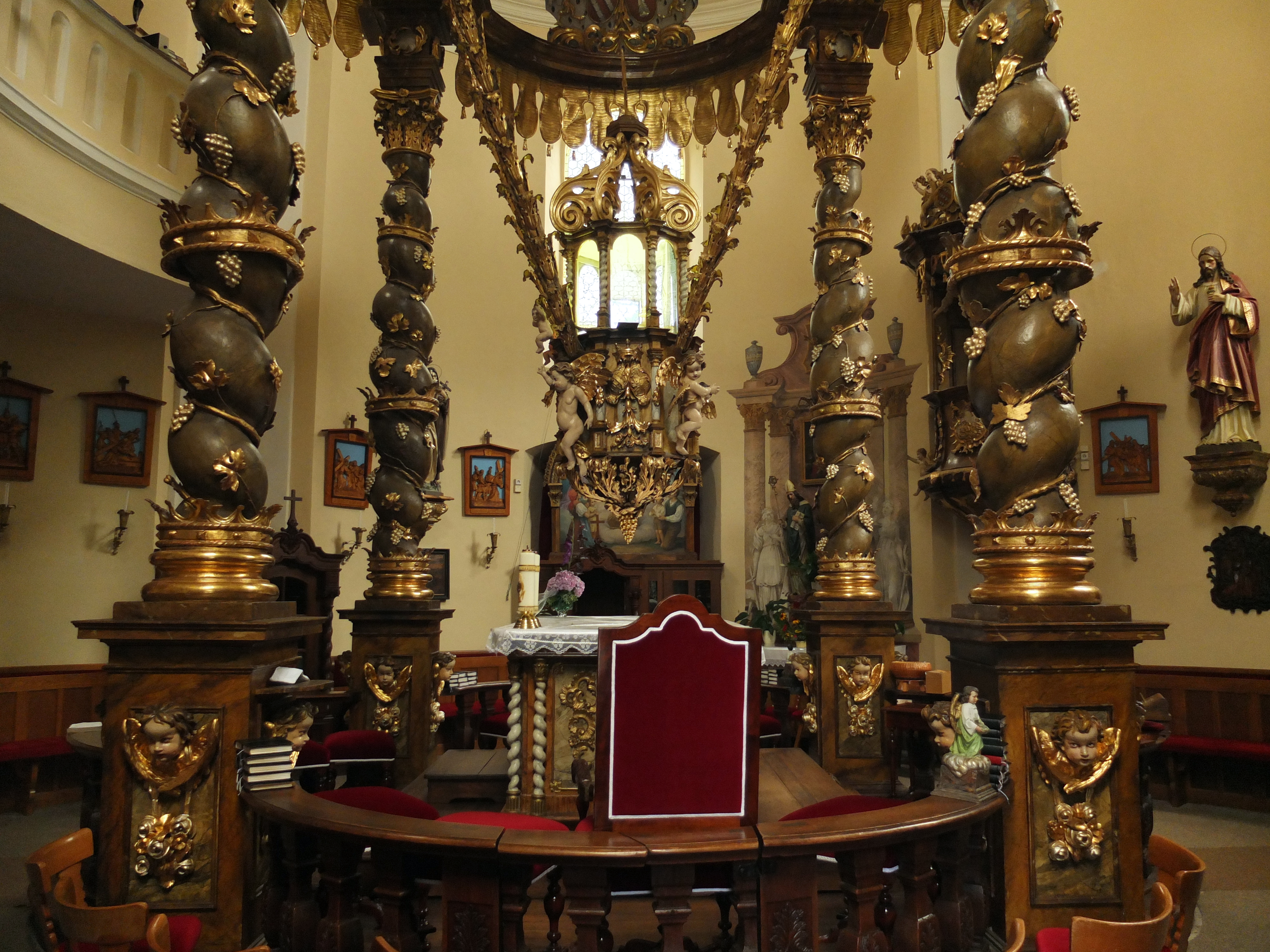
Střed barokního oltáře v kostele
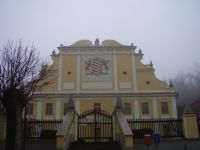
Bývalý lovecký zámeček, dnes farní úřad
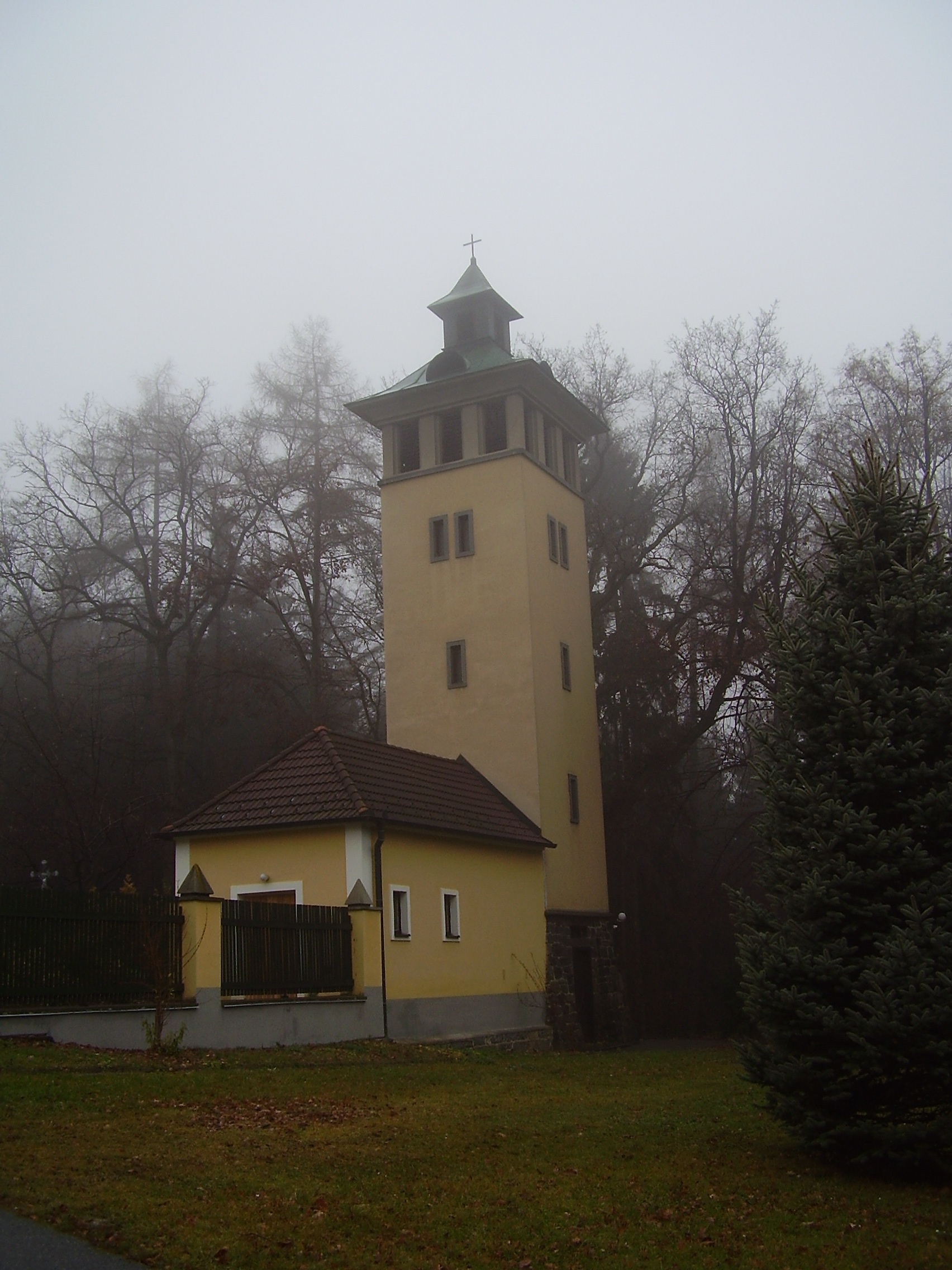
Zvonice
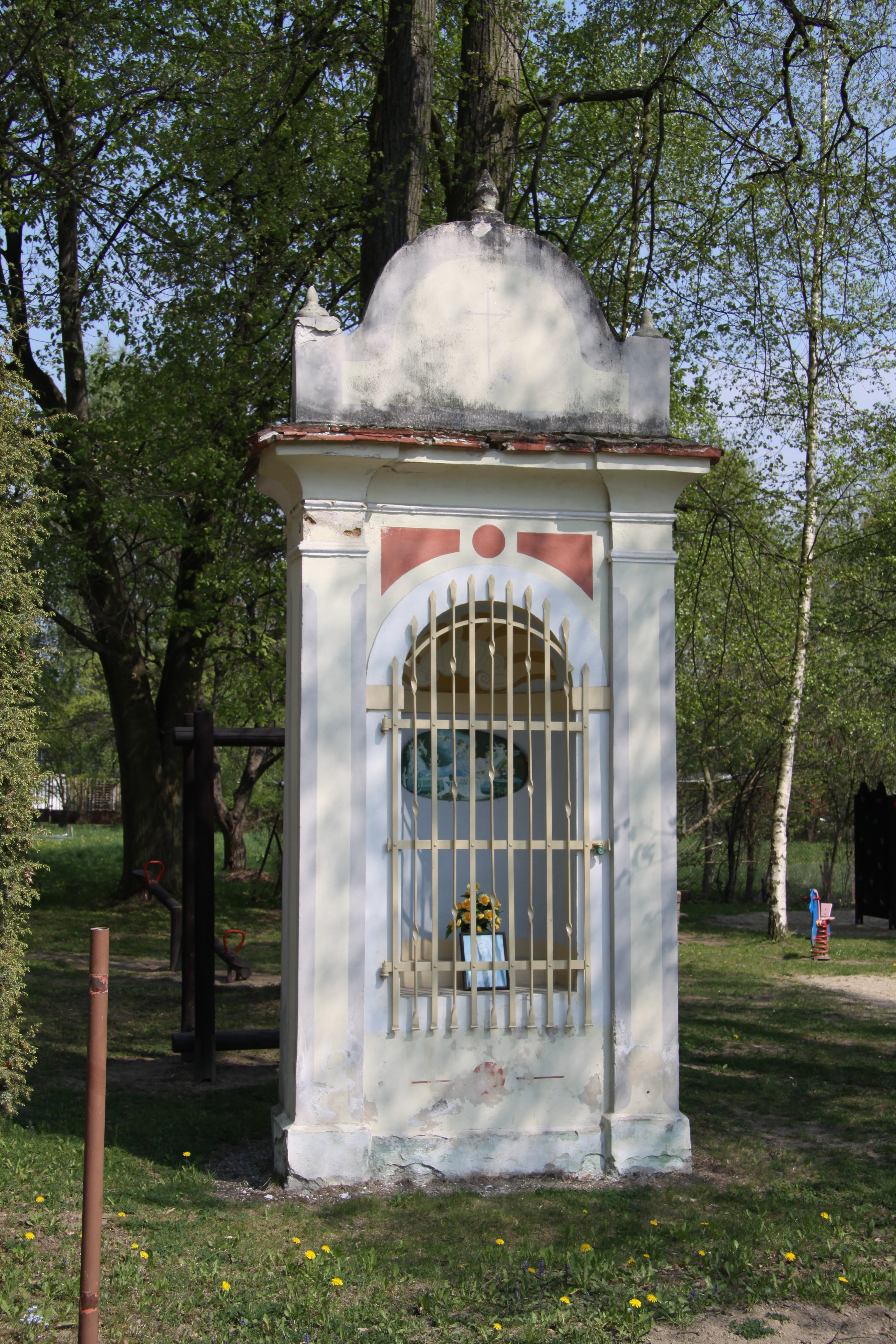
Výklenková kaple při cestě ke kostelu
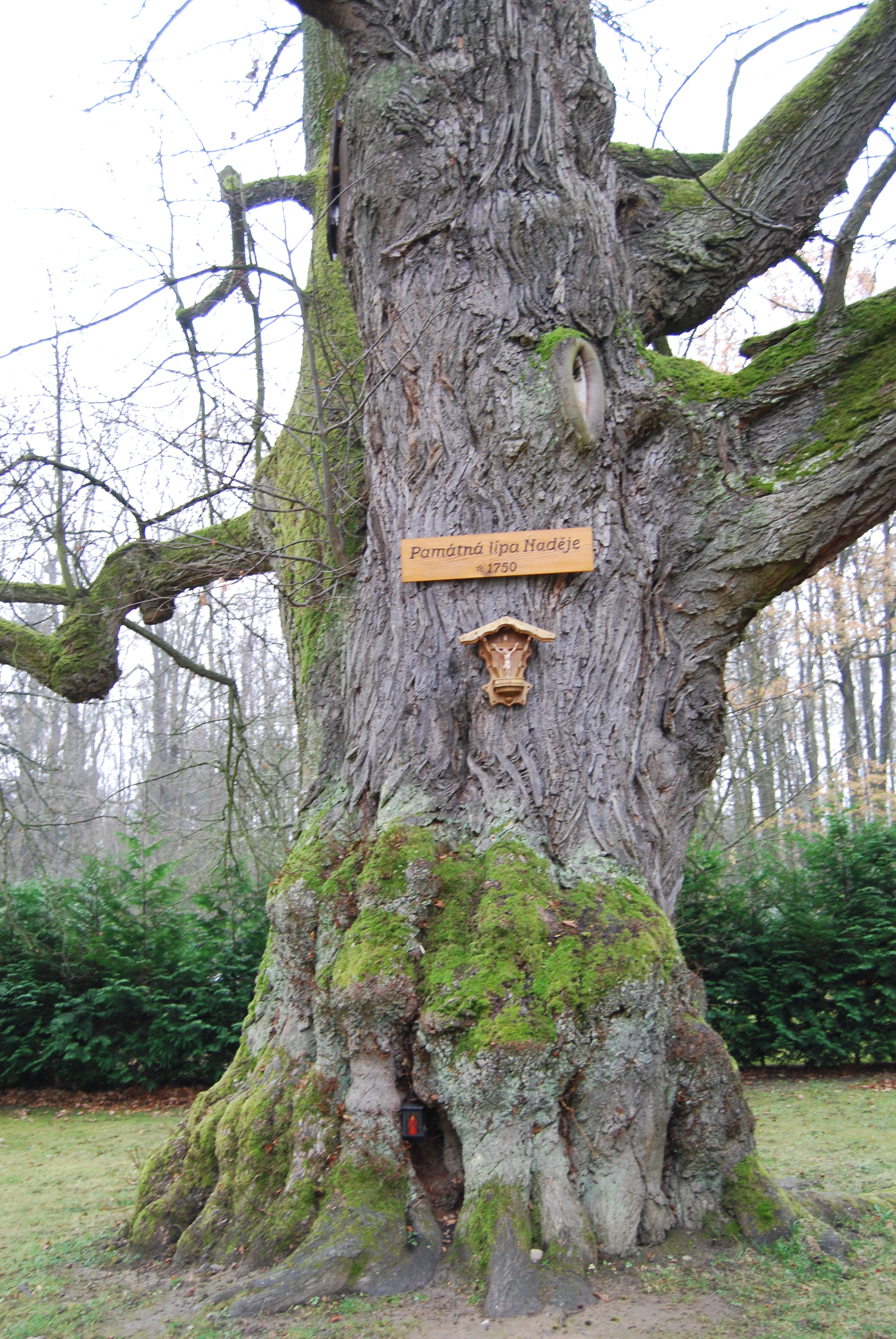
Lípa Naděje
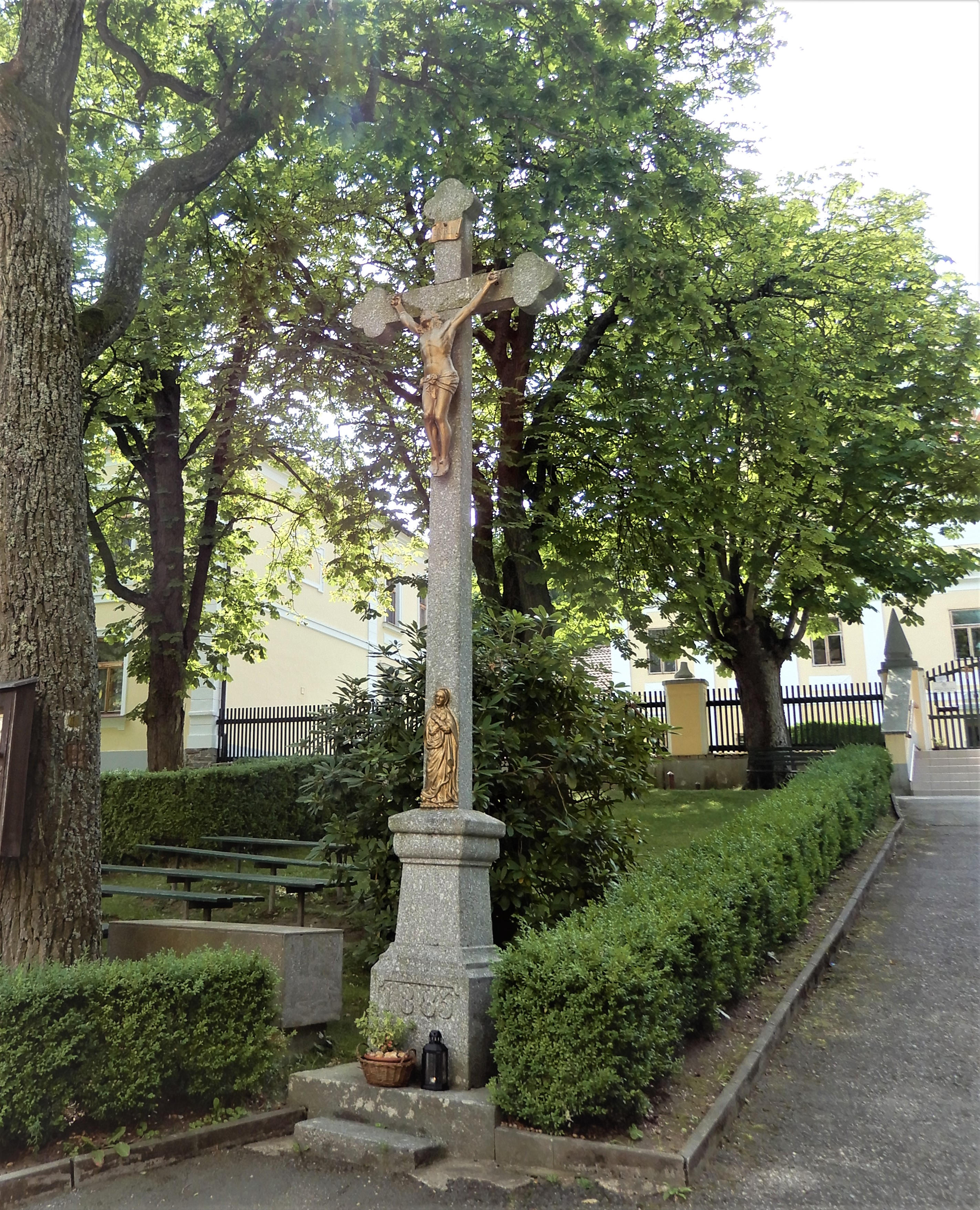
Boží muka
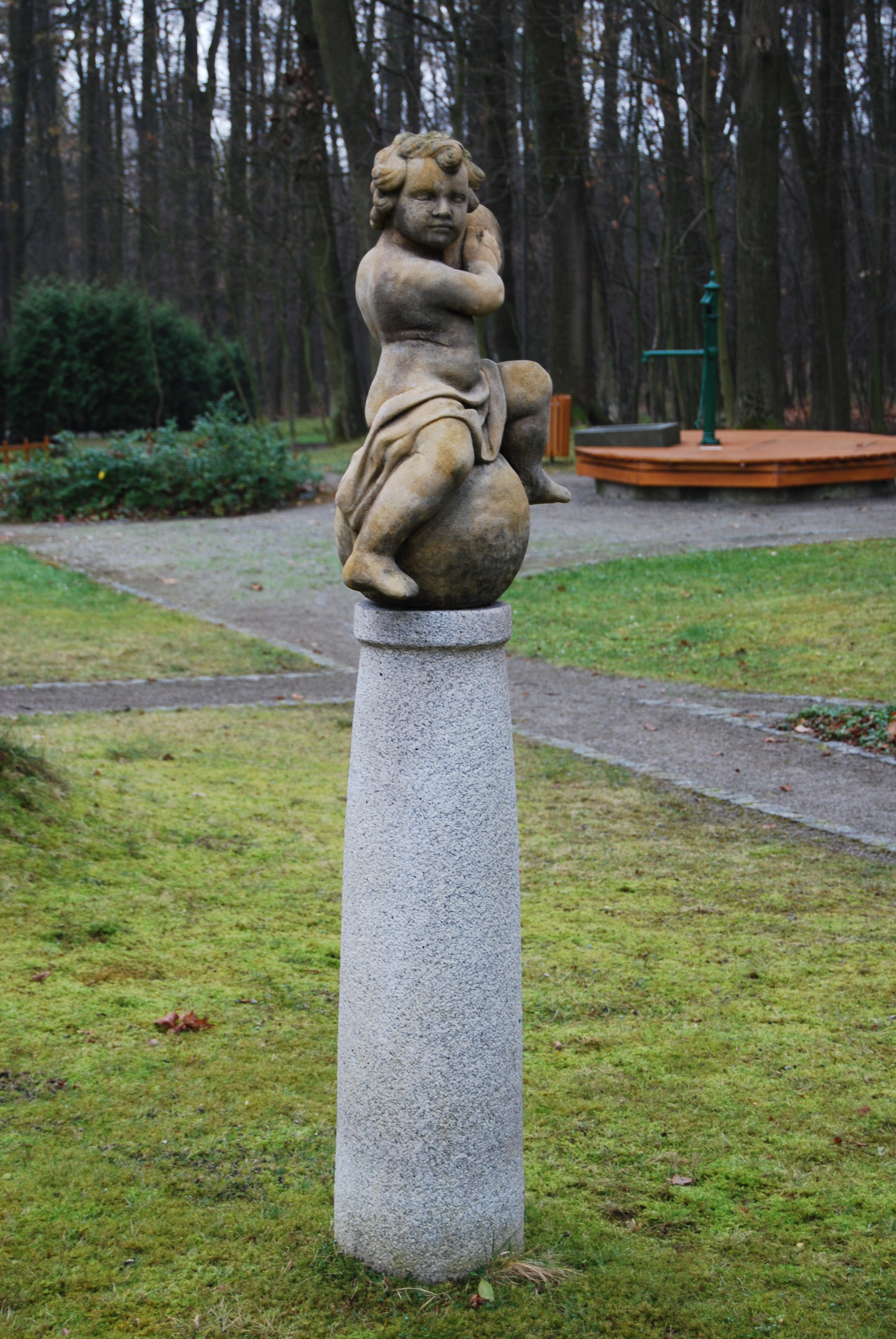
Socha v meditační zahradě